# 地下経済
地下経済（ちかけいざい、英語: underground economy）とは、正式な統計の範囲外で行われているインフォーマルな経済活動。アングラ経済とも言われる。
世界全体では地下経済に18億人が従事していると推定される。

## 概要
地下経済は単一の経済では無く、複数のバリエーションが存在する。その経済活動の種類は以下の5種類で識別される。
1. 犯罪行為
2. 違法行為
3. 報告されない経済
4. 記録されない経済
5. 非公式経済

違法経済（"illegal economy"）とは、法定の商業形態から外れ、法律違反状態にある経済活動をさす。違法経済参加者は、麻薬密売・武器密売・売春・違法賭博・密造酒などの物品・サービスの生産・流通活動に携わっている。
報告されない経済（"unreported economy"）とは、税法により制度化された金融ルールを逸脱・回避している経済活動。地下経済の規模は、本来税務当局に報告すべきであるがそれを怠っている収入の額である。非報告経済の参考となる指標は「tax gap」であり、財務当局が把握している税収と実際に得た税収の差である。米国の非報告経済の規模は二兆ドルで、そのtax gapは4500億から5000億ドルと推定される。
記録されない経済（"unrecorded economy"）とは、政府機関が定める報告要件制度ルールを回避した形の経済活動。
非公式経済（"informal economy"）とは、法律や行政当局が定める財産関係・商業免許・労働契約・不法行為・金融信用・社会保障などのルールについて、それらのコスト回避やベネフィットや権利を除外した形での経済活動。非公式経済の規模は、その経済主体が非公式に行った活動の収入である。非公式経済セクターは非課税経済の一つと定義され、公式経済セクターと違い、いかなる政府機関も指導されずGNPのどこにも含まれない。先進国において典型的な非公式経済セクターは非報告雇用である。これは国家の税制・社会保障・労働法制からは除かれているが、それ以外の面においては合法である。
近年、インターネットの普及による利便の向上は、地下経済のネットワークにも大いに利用され、活動を広域化させる負の面ももたらした（アンダーグラウンド、闇サイトも参照)。

## 取引される商品・サービス
- 違法物の売買・違法の補助

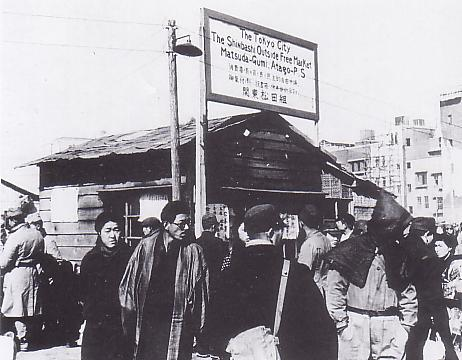
新橋にあった闇市。闇市を仕切っていた関東松田組の名前が見える。

  - 不正コピーブランド・海賊版・模倣品の製造・売買・レンタル (バッグ、服、靴、時計、スマートフォン、CD、DVD、書籍、ソフトウェア、タバコ、酒、医薬品、半導体など)
  - 素材偽装品の製造・売買・レンタル (偽装鑑定書の宝石、偽装刻印の貴金属、偽検定マークの指輪、偽造血統書の動物、産地偽装の食品など)
  - 違法採掘品の製造・売買 (レアアース、貴金属、宝石など)
  - 不正スポーツ用品の製造・売買・レンタル (スポーツウエアやゴルフクラブなど)
  - 盗品売買 (美術品、自動車やカーナビなど)
  - 闇古物商 (取引相手の確認義務を行わないなど)
  - 密漁品売買
  - マルウェア売買・ボットネットの時間貸し・スパム送信サービス・サプライチェーン攻撃
  - 貴重動物や植物の密買 (それを使った素材や加工品も含む)
  - 個人情報・クレジットカード情報・アカウント売買
  - 銀行口座売買 (現金通帳売買・キャッシュカード売買)[8]
  - 不法投棄請負
  - 犯罪行為代行・指南
  - 用心棒 (ショバ代・みかじめ料)
  - 資格が必要な行為の無資格での代行
  - 証明書偽造[9]・文書偽造・闇車検
  - 査証(ビザ)偽造
  - 警察手帳偽造・契約書偽造・領収書偽造
  - ナンバープレート偽造
  - 駐車禁止等除外標章偽造
  - 証拠品や証拠写真、証拠動画の偽造・改竄
  - チケット偽造
  - トレーディングカード偽造 (MTGのパワー・ナインなど)
  - デジタルアイテム偽造、シリアルキー偽造、キージェネレータ売買 (バグ利用、キージェネレータ使用等による)
  - 売買禁止規約に違反した利用権売買
  - 裏基板・裏ロム売買
  - スロット機改造、パチンコ機改造
  - ATM偽造・改造
  - ゴト道具売買
  - ゲームのバックアップデバイス売買 (近年違法化されたことによる)
  - 違法賭博運営・ノミ行為 (ゲーム賭博:サイコロ, トランプ, 麻雀など、スポーツ賭博:野球賭博, サッカー賭博, バレーボール, 競馬など)
  - 闇カジノ・闇スロット・ネットカジノカフェ
  - 盗撮写真・動画の売買
  - 密航ビジネス・不法入国幇助
  - 地下病院・闇医者(整形など)
  - 地下教習所
  - 賭博の対象となっているスポーツにおける選手買収による八百長
  - 違法広告斡旋
  - 闇広告 (違法広告宣伝車・違法街宣車・違法看板・違法張り紙・違法チラシ配布など)
  - 個人サイト乗っ取りビジネス
  - 名簿売買 (高級商品購入者名簿や被害者名簿、面目失墜を伴う購入名簿、疾患患者名簿など)
  - 違法テレアポ代行、SPAMメール送信代行
  - 違法チラシ(ピンクチラシ等)の印刷代行やポスティング代行、貼り付け代行
  - 違法Webサイト(Webサービス・ECサイト・アフィリエイトシステム等)の製作・設定・運用・ホスティング
  - 国籍売買 (偽装結婚など)
  - 運び屋 (受け取り手渡しや密輸、密航者輸送などをバイク、車、航空機、コンテナ船などを使って行う。薬物を真空パックに入れて匂いを遮断したり、拳銃を金属スクラップや車などの隙間に入れて送るといった事が行われている。他にも、加工したスーツケースに入れたり、樹脂製フィルムに包んだものを飲み込んだりして、密輸することも行われている。)
  - 戸籍売買 (夜逃げ屋など)
  - 違法情報売買
  - 免税品の横流し
  - 工場横流し品(余剰品・廃棄品・廃販促品など)の偽装売買
  - 廃品回収品の中古流し
  - 中古品の新品偽装 (劣化の分かりにくい部品等)
  - 低グレード品のハイグレード偽装
  - SIMカード不正貸与・携帯不正貸与 (身分証明書未確認での貸出など)[10]
  - 契約不履行前提で入手された物の売買 (携帯電話の赤ロムなど)
  - 囲い屋
  - 違法プライズゲーム
  - 虚偽の商業登記をした架空会社の売買 (新規設立や会社分割など)
  - ピッキング行為に用いる道具やバンプキーなどの売買
  - 犯人隠匿を目的とした警察動向の売買[11]
  - もみ消し屋 (ニュースサイトに賄賂を渡したり、偽造削除要求書を送付したりするなど[12])
- 不正取引
  - 不正アクセスによる金銭詐取
  - 不正融資 (規模を大きく見せかけるためにペーパーカンパニーや循環取引 (グルグル回し)、自社買いが使われる)
  - 偽札・変造硬貨
  - 闇金融・換金闇金(金貨金融)・闇債権回収
  - クレジットカード現金化 (今のところ合法ではあるが、詐欺的会社も多い)
  - 悪徳探偵・別れさせ屋 (弱みを握って依頼者に集る)
  - 無許可での高額廃品回収
  - 催眠商法や霊感商法、開運商法等の悪徳商法
  - 助成金搾取 (ダミー企業やホームレス等が使われる)
  - 他人への成りすまし (住基カードの不正取得や運転免許証の偽造、勤務証明書の偽造、収入証明書の偽造などによる。口座役者・携帯役者・金融役者など)
  - 年金給付の不正受給
  - サクラ (異性や偽タレントなど)
  - 名義貸し
  - 郵便受け取り代行
  - パチンコの打ち子
  - 買い子・出し子
  - 地面師
  - 占有屋・住み屋 (既に法改正によって行われていない)
- 脱税・損失先送り
  - 闇為替市場
  - タックスヘイブンなどへの違法送金
  - ペーパーカンパニーによる実態隠し (特に海外での設立)
  - 第三国を使った租税回避 (導管取引や二段階移籍など)
  - 仮装売買
  - 利益調整・架空経費 (売上除外・売上繰延・架空仕入・仕入繰上計上・架空原価・棚卸除外・架空人件費・架空外注費・簿外資産・架空負債・使途不明金・役員賞与)
  - 関税逃れの不正輸入 (ガソリンやディーゼルなどの燃料密輸や、個人輸入代行による格安タバコなど)
  - 無申告 (金やプラチナの売却[13]、収入の把握しにくい個人によるパチプロ、同人誌販売やアフィリエイト、オークション収入など)
  - 闇市
  - 隠し財産 (絵画、骨董品、貴金属、高額時計、金塊など)
  - 隠田
  - 税制優遇法人制度の悪用による脱税 (不活動法人格買収など)
- その他
  - 把握しきれない所得
  - 医者への謝礼金
  - 万引き・ひったくり
  - ダフ行為・芸能事務所
  - 上納金・貢ぎ物・マルチ商法
  - お布施・お賽銭
  - 海外金融口座の使用
  - リアルマネートレーディング・仮想マネー・Bitcoin
  - 無申告での宗教法人やベンチャー、個人への投資・寄付・贈賄
  - 賭博行為
  - 過大申請による援助物資の余った分の横流し
  - 金券現金化 (自動券売機を使ったオレンジカードの現金化(俗称「花見」)や切手の払い戻しなど)
  - 資産の過小評価・過大評価 (不適切なバーター取引など)
  - 企業対象暴力・不当要求行為
  - パチンコやパチスロにおけるゴト
  - 養子縁組ブローカー
  - 違法屋台・違法路上販売・違法路上パフォーマンス・乞食行為

これらの経済活動は違法性を含む場合も有り、当局の取締りを逃れているため正確な把握が困難である。統計当局の立場から見れば地下にもぐって見えないと同時に社会的暗部を秘めているため、地下（アンダーグラウンド）という語が当てられた。
統計に表れないとはいえ、「地上の経済」とは密接なつながりを持っているため、相互に影響しあっている。その規模は経済政策などにも影響を与えるため推測が各国で行われている。
| 市場               | 推定年間市場価値 (10億米ドル) |
| ------------------ | ----------------------------- |
| 総計               | 1,829                         |
| 偽造医薬品         | 200                           |
| 売春               | 187                           |
| 偽造電子機器       | 169                           |
| マリファナ         | 142                           |
| コカイン           | 85                            |
| 処方薬             | 73                            |
| アヘンとヘロイン   | 68                            |
| 海賊版ソフトウェア | 59                            |
| 海賊版映画         | 58                            |
| ガス・オイルの密輸 | 53                            |
| たばこの密輸       | 50                            |

### 性的搾取や強制労働
- 人身売買・非正規労働

### 違法薬物
- 薬物取引 (麻薬や向精神薬、健忘薬、バイアグラ、マリファナ栽培など)

### 売春
- 援助交際
- 売春・違法風俗
- 買春ツアー
- 裏ビデオ・児童ポルノ販売
- ホテトル

### 武器密売
- 武器・銃密売
- 改造モデルガン・改造エアガン売買

### 交通手段提供
- 無許可タクシー(白タク)・バス(白バス)・トラック(白トラ)→白ナンバー

### 著作権侵害
- 非正規キャラクターグッズ、タレントグッズ、アイドルグッズ等の製造・売買

### 労働
- ウェブサイトで簡単に高く稼げると募集して運び屋と強盗などの犯罪をするアルバイト

### 金融
- 資金洗浄
- 違法両替商（闇米ドルなど。現在、日本では両替商が自由化されている）
- 地下銀行[15]
- 有価証券（金券・手形・特殊景品等）偽造
- 金塊偽造（タングステンに金メッキを塗ったものなど）

### 燃料
- 不正軽油

## 対策

### 法改正
1996年に施行された宗教法人法の改正によって、宗教法人の会計の提出が義務化された。1999年に成立した犯罪捜査のための通信傍受に関する法律によって、警察による電話傍受が行われている。2003年の民法改正によって、占有屋の問題は解決された。2005年に全面改正された不動産登記法が施行され、登記簿がオンライン化されたため地面師の問題は減少した。また、携帯電話不正利用防止法の施行によって、携帯電話の本人確認が強化された。
2008年には、戸籍法の一部を改正する法律と住民基本台帳法の一部を改正する法律が施行され、戸籍届出や住民異動届に身分証明書が必須となり、詐欺に繋がるなりすましは減少した。また、同年、暴力団の資金源を断つために暴力団員による不当な行為の防止等に関する法律が完全施行されており、暴力団による資金稼ぎに対策を取っている。また、犯罪による収益の移転防止に関する法律も2008年から全面施行されており、10万円を越える現金での銀行振込や200万円を越える大口現金取引に身分証明書が必要となった。
都道府県条例における迷惑防止条例や屋外広告物条例などによっても、地下経済に対策を取っている。
欧州連合では、現金決済を制限する動きが広がっている。フランスでは3,000ユーロ以上の現金決済が禁止となっている（この上限は今後1000ユーロに引き下げられる）。イタリアでは、2012年2月より施行されたイタリア救済法（高額現金決済禁止法）によって、1,000ユーロ以上の現金決済が違法となっている。スペインでも、2,500ユーロ以上の現金決済が禁止となった。ロシア連邦では、10万ロシア・ルーブル以上の現金決済が禁止となっている。
大韓民国では、クレジットカードやデビットカードなどでの決済に「所得控除」を行っており、最高でも5万ウォンしか無い現金払いの不便さもあり、現金払いが減ってクレジットカード払いが普及している。
アメリカ合衆国では、2006年に違法インターネット賭博禁止法が施行されており、金融機関による違法インターネット賭博サイトへの送金が規制されている。
新円切替のように、銀行口座を使った通貨切替を行うことによってアングラマネーを表に出すことができる。

### 動機の抑制
生活苦や借金、ギャンブルなどが原因で、地下経済に加担するケースは少なくない。生活保護や公営住宅などのセーフティーネットの拡充、借入総額を制限する総量規制、安価で健全な娯楽提供の拡充 (図書館や市民利用施設など)などによって、地下経済に関わる動機を減らすことができる。
また、自身の失敗や秘密を隠すために地下経済に加担するケースもある。社会的にヒューマンエラーを起こりにくくすることによって、ミスにつけこまれる人を減らすことができる。また、プライバシーの保護を強めることによって、性癖などの恥ずかしい情報につけこまれる人を減らすことができる。

### 検証と推計
税務署による税務調査によって、申告納税の検証や課税の推計が行われている。消費税にインボイス方式を導入することで税務署が取引を把握しやすくなるが、日本では行われていない。
イタリアでは高級リゾート地や高級商店街などでの検問・取り締まりや、高級車やヨットの所有者に対する重点的な調査が行われている。
銀行による自動検証によって、怪しい取引の検出と口座凍結が行われている。また、ATMには監視カメラが設置してある。そのため、地下経済は現金取引で行われることが多く、キャッシュレス化が進むことによって難しくなる。
車による当たり屋や保険金詐欺は、ドライブレコーダやイベントデータレコーダー (EDR)の搭載が普及することで検出することができる。アメリカでは2014年9月からEDRの搭載の義務化を行うことが提案されている。
銀行では犯罪対策として、バーチャルオフィスの住所での法人口座開設を規制しているほか、個人は一人一口座までの制限が増えている。
アメリカでは低所得者対策として、食料品を対象とした補助制度のフードスタンプが行われているが、クーポン形式のフードスタンプは違法な売買が行われていた。最近は行政コストを抑えるためにデビットカード形式のEBTカードが導入されており、譲渡が不可能となっている。

### 盗難対策
盗難対策が増えることによって、盗品売買も減ることになる。キャッシュカードやクレジットカードは盗難・複製された場合、電話やインターネットでの企業への届け出を行えば、利用停止することができる。スマートフォンは盗難防止のために、遠隔ロックしたりGPSの場所を送信する機能がある。
万引き防止のために万引き防止システムがあり、レンタル店や図書館、一部の小売店などで使われている。
また、中古で売る場合、身分証明書の提示が必須となっているほか、同一商品の大量買い取りを拒否する企業が多い。しかし、オークションなどで盗品が売買されることは多い。

### 偽造対策
磁気カードの偽造や印刷による偽造が横行している。そのため、様々な対策がなされている。
各種カードや紙幣の偽造対策として、ホログラムが使われている。また、最近は偽造対策や保守費用削減のために、カードは磁気カードから接触型ICカードへ、さらに非接触型ICカードへと主流が移っている。その他、紙幣やパスポートには凹版印刷、すかし、超細密画線、不可視インクなどの技術が使われている。なお、紙幣には記番号があるものの、トラッキング（紙幣追跡）があまり行われておらず、記番号はあまり生かされていない。偽札や変造硬貨は検出技術の強化によって減っているものの、未だに手渡しや投入などの未検証な手段が残っているために、出回ることがある。特に露天やコンビニエンスストアなどの忙しい店が狙われやすい。また、偽札が発行国外で流通することも多い。
電子化によって、偽造を防ぐこともできる。上場企業の株券は完全に電子化（証券保管振替機構）されており、手形や債権、チケットなどの電子化も始まっている（有価証券のペーパーレス化、電子航空券）。
トレーサビリティの確保と検証によって、偽装問題や盗品問題をある程度防ぐことができる。現在はトレーサビリティシステムにバーコードが用いられているが、RFIDを使うトレーサビリティシステムが考案されている。ワインやコインなどの偽造対策には既にICタグが使われはじめている。産地判別技術も開発されているが、使われることは少ない。
身分証明書はIC化が進んでいるが、未だに印刷コピーが使われることが多い。また、オンライン化によって印鑑から電子署名へと移行が始まっているが、未だに電子化や連携化されていない情報の書類が多く、補助金詐欺などの詐欺行為が頻繁に起きている。社会保障については、2015年（平成27年）に個人情報が開始され、2016年（平成28年）に個人番号カードが発行された。
ウェブサービスの偽造対策として、非対称鍵と電子署名を組み合わせたHTTPSが使われている。また、企業の実在性を認証するEV SSL証明書が使われるようになってきている。また、ソフトウェアにおいては、海賊版対策にシリアルナンバーが使われる。

### 警備
空港などにおいて、違法物の探査に麻薬探知犬・検疫探知犬・銃器探知犬・爆発物探知犬・DVD探知犬などの使役犬が利用されている。密航者を発見・検挙するためには沿岸警備が行われている。また、不法投棄を防ぐために、民間企業によって監視カメラ設置やパトロールが行われている。密漁を防ぐために、海上保安庁や警察が水産庁に協力して取り締まりを行っている。
監視カメラの普及や、高機能携帯の普及によるカメラやボイスレコーダーの一般化によっても、地下経済が防がれている。受け渡しは手渡しやコインロッカーが使われることが多いが、監視カメラの設置されたコインロッカーも多い。
また、自動車ナンバー自動読取装置や顔認識システムの活用も増えている。
その他、省力化や自動化を進めて目が届く範囲まで人の手を減らすことで、内通者や横領、偽装などの問題を減らすことができる。また、サプライチェーンを短くすることで偽造品・偽装品の混入や不正の機会を減らし、地下経済の介入を防ぐことができる。半導体においては、Rochester Electronics社が生産中止品の発注から在庫のトレーサビリティ管理までを代行することで、偽造の締め出しに貢献している。

### 企業検索
電話を使った詐欺への対策としては、家庭用固定電話ではナンバーディスプレイが有効的である（携帯電話では、公衆電話以外からの非通知設定をこちらに接続させない事もできる）。電話番号が分かれば、インターネット検索により電話帳から業者を調べられる。また、悪徳な目的に使用されていると思われる電話番号の共有もインターネットなどを介し広がっている。また相手の住所が分かれば、インターネット上の地図サービスを使うことによって、会社の住所や建物を知ることができる。
金融業者は登録制であるため、省庁のウェブサイトで業者の確認をすることができる。また、屋外広告業も登録制であり、都道府県のウェブサイトで確認することができる。古物商も登録制であり、都道府県警察のウェブサイトで確認することができる。
専門家の確認の方法は、様々である。例えば弁護士は、必ず弁護士会に所属しており個人個人が登録番号を持ち、それらは各弁護士会のホームページで一覧を確認することができる。また一級建築士かどうかは、日本建築士会連合会や都道府県建築士会の窓口で確認することができる。偽医者については、厚生労働省の医師免許検索サイトで、医師かどうかを検索することが出来る。

### 電子機器
電子遊技機におけるゴト行為は、多数のセンサーによる検知やホールコンピュータによる統計情報収集などによって対策されているが、未だに被害の発生は続いている。
インターネット上での違法行為は、セキュリティ会社などによって発見され、送金手段の停止やアカウント削除、ドメイン差し押さえやサーバー差し押さえなどで対処されている。

### 注意喚起
ポスターや張り紙などで注意喚起なされることが多い。注意喚起の手段として、テレビCMや新聞広告などが使われることもある。また、一件一件見回りなども行われている。

### 通報促進
地下経済に関わっていることの多い不法滞在者だが、それを通報すると報償金を貰えるというインセンティブ制度がある。

## GDPとの関係
国内総生産 (GDP) は、その概念からすべての経済活動を計算に入れる必要があるが、地下経済に関しては実態がつかめないため通常GDPの計算には含まれない。しかし2010年欧州ソブリン危機が発生すると、EU各国は財政赤字を対GDP比3.0％以内に抑える基準の達成する必要に迫られ、イギリスとイタリアは地下経済をGDPの計算に算入することを検討。2014年5月には、イタリアが2015年からGDP統計に加算すると発表している。以下はGDPに対する地下経済の規模の推測値である。あくまで捉え切れていないのが前提なので憶測の域を出ない。
- ドイツ 4 - 27%
- オランダ 6 - 18%
- イタリア 30%
- ベルギー 15 - 21%
- フランス 7%
- ユーロ圏 15%
- 英国 3 - 15%
- 米国 2%

（オランダのABN-AMRO銀行レポート Enrorand Economic Update 2001.8.30 より）
シャドー・エコノミーのGDP比（2015年）
- ドイツ 7.75%
- オランダ 7.83%
- イタリア 22.97%
- ベルギー 17.80%
- フランス 11.65%
- ヨーロッパ（2010年～2015年平均） 20.20%
- 英国 8.32%
- 米国 7.00%

ある年時点でのシャドー・エコノミーのGDP比の158カ国の最高と最低の国と平均値
- 1991年　最高：ボリビア（68.09%）　最低：スイス（7.56%）　平均：34.51%
- 2000年　最高：ジョージア（67.30%）　最低：スイス（6.80%）　平均：33.26%
- 2010年　最高：ジンバブエ（65.62%）　最低：スイス（6.76%）　平均：29.42%
- 2015年　最高：ジンバブエ（67.00%）　最低：スイス（6.94%）　平均：27.78%

日本のシャドー・エコノミーのGDP比の推移：
- 10.35%（1991年）→10.85%（1995年）→11.20%（2000年）→10.91%（2005年）→9.93%（2010年）→8.19%（2015年）[1991年～2015年　年平均：10.41%]

日本周辺諸国・地域のシャドー・エコノミーのGDP比の推移（2015年）
- ロシア　33.72%
- 中国　12.11%
- 香港　12.39%
- 台湾　28.97%
- 韓国　19.83%
- 北朝鮮　不明
- フィリピン　28.04%

※中国の場合、経済体制が自由経済と計画経済が混合しているため、地下経済を部分的にしか捕捉していない可能性があることに留意する。
（IMFの調査報告書「Shadow Economies Around the World: What Did We Learn Over the Last 20 Years?（世界地下経済：過去20年間の教訓）」）
より）

## 歴史
近代以前においては、GDPの概念もなく税収や税源の一部を何とか把握するのが限界であった。近代以降、国民経済化が進行する中で、中央集権政府の徴税力と統計把握力は格段に向上した。
しかし、現代においても未だに把握されない経済活動が存在する。

## 地下経済を題材にした作品
- 闇金融
- 詐欺#詐欺を題材にした作品
- ゴト#ゴトを題材にした作品
- クラッキング (コンピュータ)#クラッキングを題材にした作品